# 알렉산드르 코르네이추크
알렉산드르 코르네이추크(Aleksandr Korneichuk, 러시아어: Алекса́ндр Евдоки́мович Корнейчу́к, 1905년 ~ 1972년)은 러시아의 극작가다.
전 러시아 희곡 콩쿠르의 당선작인 <함대의 멸망> 이후, 극작에 전념하여, 외과의사인 한 청년을 중심으로 러시아 지식계급의 군상을 그린 <플라톤 크리체트>, 우크라이나의 내전관계의 사극 <보그단 프메리니츠키>, 독소 전쟁 당시의 새로운 군사과학의 실천가와 인습에 사로잡힌 군사사령관의 대립을 취급한 문제작 <전선(戰線)>, 전후의 우크라이나의 평화건설을 그린 <마칼 두브리바> 외에 수편의 작품이 있다